# Ranieri dal Borgo
Le bienheureux Ranieri dal Borgo ou Ranieri Rasini (Sansepolcro, … – Sansepolcro, 1er novembre 1304) est une personnalité religieuse.

## Biographie
Frère franciscain, il vécut à Borgo San Sepolcro au contact des pauvres, c'est pourquoi il fut vénéré par le peuple comme un saint dès sa mort, survenue le 1er novembre 1304. Quelques jours plus tard, la municipalité érigea en son honneur un autel monumental qui est présent dans l'église San Francesco.
Ranieri est invoqué par les femmes en travail parce que parmi les miracles qui lui sont attribués figure la résurrection de deux enfants. Il fut béatifié en 1802 par le pape Pie VII. Le corps embaumé du bienheureux est conservé dans la crypte de l'église San Francesco.
L'hagiographie se développe entre sa mort et 1439, lorsque les frères du couvent de Sansepolcro communiquent à Sassetta les scènes qui seront représentées dans le polyptyque : Le Bienheureux Ranieri délivre les pauvres d'une prison de Florence, La Damnation de l'âme de l'avare de Citerna, L'Apparition du bienheureux Ranieri Rasini à un cardinal romain.